# Namangan Women's Tournament 2014
Il Namangan Women's Tournament 2014 è stato un torneo di tennis facente parte della categoria ITF Women's Circuit nell'ambito dell'ITF Women's Circuit 2014. Il torneo si è giocato a Namangan in Uzbekistan dal 21 al 27 aprile 2014 su campi in cemento e aveva un montepremi di $25,000.

## Vincitrici

### Singolare
Naomi Broady ha battuto in finale  Nigina Abduraimova con il punteggio di 6–3, 6–4

### Doppio
Eugeniya Pashkova /  Ganna Poznikhirenko hanno battuto in finale  Yana Buchina /  Andrea Gámiz con il punteggio di 6–4, 6–1